# Stormo Baltimore
Lo Stormo Baltimore era uno stormo da bombardamento della Aeronautica Cobelligerante Italiana, costituito a Napoli il 1º luglio 1944 presso l'aeroporto di Campo Vesuvio, in prossimità di Ottaviano; a partire dall'autunno di quell'anno venne inquadrato nella Balkan Air Force, la forza aerea multinazionale che verso il termine della seconda guerra mondiale coordinò le attività aeree della Royal Air Force britannica, della South African Air Force, della Royal New Zealand Air Force e le componenti aeree che andavano ricostituendosi in Grecia e (dopo l'armistizio dell'8 settembre 1943) nel Regno d'Italia del Sud.
Inquadrato tra i reparti della ricostituita Aeronautica Militare della Repubblica Italiana dopo il termine del conflitto, rimase operativo fino al 1º novembre 1948; in questa data venne ufficialmente ridesignato come 3º Stormo Caccia.

## La costituzione a Campo Vesuvio
Il Martin 187 Baltimore era un bombardiere bimotore d'attacco leggero costruito dalla statunitense Glenn L. Martin Company in risposta a un requisito francese del maggio 1940. Dopo l'invasione della Francia all'inizio della seconda guerra mondiale, la produzione venne dirottata al Regno Unito. Il Baltimore incontrò una serie di problemi iniziali di messa a punto e non venne mai adottato dalle forze aeree statunitensi, ma venne comunque prodotto in grande numero ed andò ad equipaggiare gli stormi d'assalto britannici e di altre aeronautiche militari del Commonwealth.

Una formazione di Martin Baltimore appartenenti allo Stormo Baltimore dell'Aeronautica Cobelligerante Italiana. Notare le coccarde a cerchi concentrici che sostituirono i fasci nel simbolo della Regia Aeronautica.

Il velivolo venne impiegato dai britannici intensivamente nel corso della campagna d'Italia del 1943, nel quadro delle operazioni di avanzata verso Roma. Dopo l'Armistizio di Cassibile, l'Italia cessò le ostilità contro le Forze Alleate. Fu consentita la costituzione di una Aeronautica Cobelligerante Italiana con basi nel territorio del sud Italia liberato dagli alleati, equipaggi italiani e mezzi di provenienza sia alleata che di produzione nazionale e germanica. Uno dei reparti di volo fu equipaggiato con Baltimore in precedenza della Royal Air Force e prese la denominazione di Stormo Baltimore. Per la costituzione del reparto si attinse ai militari internati nel campo di El Burey (Palestina), dove il capitano pilota Giacomelli, già comandante del 154º Gruppo Caccia Terrestre Autonomo di Rodi aveva scritto una lettera al Capo di Stato Maggiore dell'Aeronautica generale Sandalli, dicendo che il personale appartenente al suo Gruppo presente nel campo aveva deciso all'unanimità di continuare la guerra contro i tedeschi e chiedeva di conseguenza di essere rimpatriato. Questo personale venne destinato allo stormo Baltimore.

Giulio Cesare Graziani ed altri piloti dello Stormo Baltimore.

Il personale necessitava di un addestramento per operare con il velivolo e venne fatto affluire all'aeroporto di Campo Vesuvio, una installazione provvisoria alleata, costruita con grelle su una base di polvere di pomice in prossimità di Ottaviano a pochi chilometri da Napoli.
Le difficoltà logistiche e di adattamento alla tecnologia e standard inglesi furono molte, ma soprattutto gli equipaggi si trovarono inizialmente in difficoltà ad adattarsi al comportamento dell'aereo. Vi furono molti incidenti anche mortali per la maggior parte durante le fasi di decollo e atterraggio, a causa dell'elevato carico alare che comportava come conseguenza alte velocità di avvicinamento e decollo, cui si sommavano problemi di stabilità direzionale.

### La morte di Buscaglia

Il maggiore pilota MOVM Carlo Emanuele Buscaglia, asso degli aerosiluranti e morto a causa di incidente di volo quando era comandante del 28º Gruppo.

Tra gli incidenti mortali avvenuti durante i mesi di familiarizzazione con il velivolo a Campo Vesuvio, il più celebre è quello occorso al maggiore Carlo Emanuele Buscaglia, l'asso degli aerosiluranti e uno dei piloti italiani più celebri del secondo conflitto mondiale. Buscaglia era stato decorato con medaglia d'oro al valor militare alla memoria dopo che era stato creduto morto quasi due anni prima, dopo l'abbattimento subito il 12 novembre 1942, durante una missione sulla baia di Bougie. All'epoca era il comandante del 132º Gruppo aerosiluranti che impiegava i Savoia-Marchetti S.M.79. Sopravvissuto all'abbattimento, pur se gravemente ferito ed ustionato, il pilota venne internato come prigioniero di guerra negli Stati Uniti presso il Fort George G. Meade nel Maryland. Riconosciuto anche dagli allora nemici, si vide accettare la richiesta di tornare a combattere, questa volta al loro fianco, e si unì il 15 luglio 1944 allo stormo Baltimore, diventando il comandante del 28º Gruppo. Pochi giorni dopo, il 23 agosto 1944, tentò di decollare da solo approfittando dell'assenza del personale che si trovava in mensa. L'aereo al decollo imbardò verso sinistra toccando con l'ala il suolo ed incendiandosi. Buscaglia, seppur gravemente ustionato riuscì a fuggire dall'aereo in fiamme e venne immediatamente ricoverato presso l'ospedale militare di Napoli.
Morì il giorno successivo (24 agosto 1944) in seguito alle gravi ferite riportate, all'età di 29 anni.
Le operazioni belliche vennero deliberatamente fatte svolgere nel teatro della Jugoslavia e Grecia, evitando l'impiego sulle parti di Italia dove erano ancora in corso i combattimenti.
La durata dell'impegno fu di circa sei mesi, durante i quali vennero via via svolte con maggiore precisione missioni di bombardamento e lancio di rifornimenti alle formazioni partigiane, riscuotendo apprezzamento da parte degli inizialmente perplessi britannici.
Alla fine del 1945 lo Stormo va all'Aeroporto di Roma-Urbe e nel dicembre 1946 all'Aeroporto di Guidonia.

## Comandanti
Segue l'elenco completo dei comandanti dello Stormo Baltimore:
| Grado                     | Nome              | Da             | A              |
| ------------------------- | ----------------- | -------------- | -------------- |
| Tenente Colonnello Pilota | Giuseppe Noziglia | luglio 1944    | agosto 1944    |
| Tenente Colonnello Pilota | Renato Roveda     | agosto 1944    | febbraio 1946  |
| Tenente Colonnello Pilota | Cesare De Porto   | febbraio 1946  | settembre 1947 |
| Colonnello Pilota         | Raffaele Di Maio  | settembre 1947 | agosto 1948    |
| Colonnello Pilota         | Nino Pasti        | agosto 1948    | novembre 1948  |

## Insigni piloti dello Stormo
- Giovanni Badalini Tenente pilota, Medaglia d'oro al valor militare. Ha fatto parte del 28º Gruppo dello Stormo Baltimore.

## Note

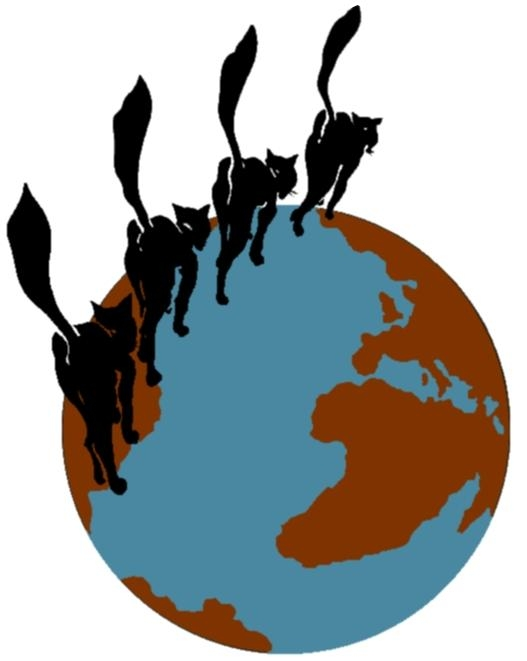
Versione alternativa dello stemma dello Stormo Baltimore. I "quattro gatti" del disegno fanno riferimento alla cronica scarsità di uomini e di mezzi a disposizione delle forze italiane (già da prima dell'armistizio).